# Mellanstadium

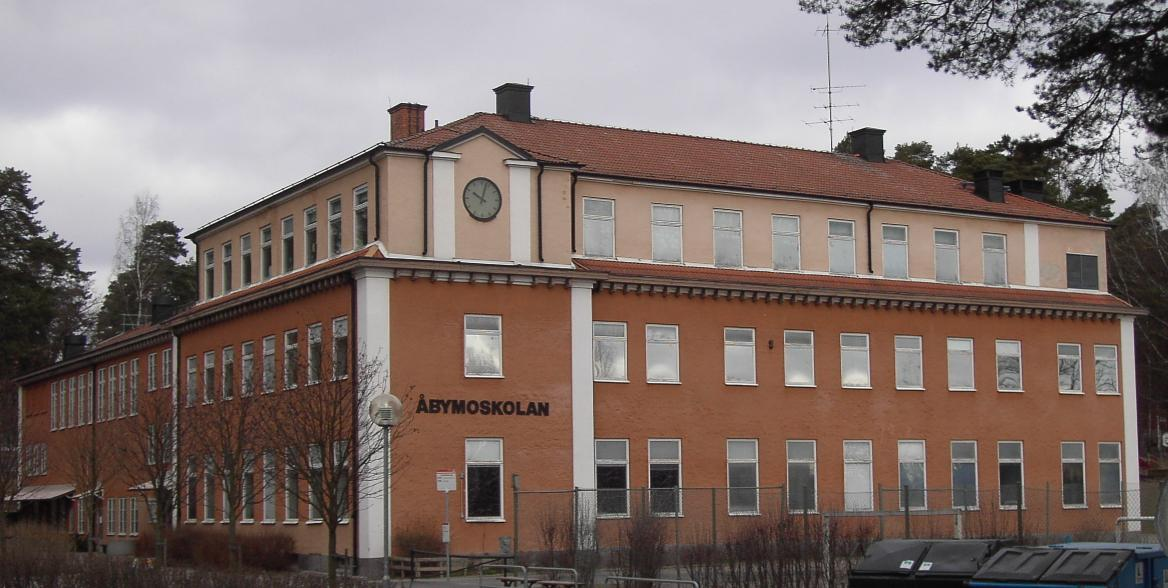
Åbymoskolans mellanstadium i Åby.

Ett mellanstadium är benämningen på årskurs 4–6 i den svenska skolan. 

## Sverige
Begreppet infördes 1949 med den nioåriga svenska enhetsskolan som senare övergick till grundskolan. Det motsvarar ungefär klasserna 3-6 i folkskolan. 1994 togs benämningen officiellt bort, men den återinfördes med ändringar i skollagen 2018 .